# ハプログループC1a2 (Y染色体)
ハプログループC-V20 (Y染色体)（ハプログループC-V20 (Yせんしょくたい)、英: Haplogroup C-V20 (Y-DNA)）とは、分子人類学において人類の父系を示すY染色体ハプログループのなかで、ハプログループC1の下位群C1aのうち「V20,V184」を分岐指標とするグループ。系統名称はハプログループC1a2である。

## 概略
ハプログループC-V20は、ヨーロッパ等にごく低頻度に分布しており、日本固有のハプログループC-M8とは兄弟関係に当たる。

## 歴史・分布

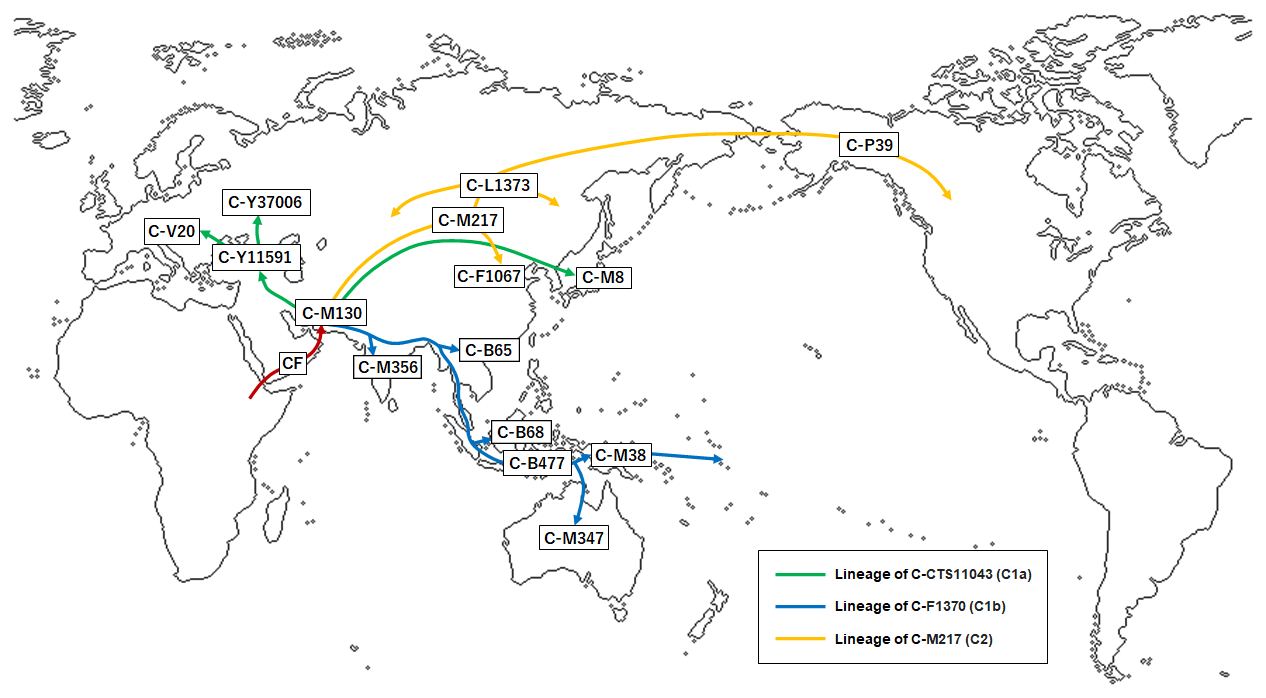
ハプログループCの拡散経路

現生人類の分布拡大図。 Currat & Excoffier (2004)による。ハプログループC1a2の分布拡大とほぼ同義と考えられる。

ハプログループC1a2（V20）は、チェコから出土した30,000年前の旧石器時代の古人骨から検出されている。
さらに古いベルギーから出土した35,000年前の古人骨のY-DNAは、C1a-CTS11043に属すとされているが、V20等のC1a2を定義づける変異を持っていたかどうかは不明。
ロシア西部ヴラジーミル州スンギール遺跡から出土した約34,000年前の四体の古人骨のY-DNAについては、C1a1-M8に属すある一人の日本人のY-DNAよりも、C1a2-V20に属すある一人のネパール人のY-DNAにやや似ているという解析結果が報告されていることから、これらもC1a2の系統上に位置すると推定できる。
2006年にスペイン北西部（レオン県のアストゥリアス州との境目近くにあるラ・ブラーニャ遺跡）で発見された約7000年前の中石器時代の古人骨、並びに同じく約7000年前の新石器時代（線帯文土器文化）のハンガリーから出土した二体の古人骨から検出されたY-DNAもハプログループC1a2に属している。
現存するヒトに於いては、少数の現代ヨーロッパ人、カビル人（アルジェリア）、アルメニア人、ネパール人から検出されている。
ヨーロッパにおける最古の現生人類の集団（クロマニョン人）であり、4万年前に始まったオーリニャック文化の担い手と考えられる。
旧石器時代のヨーロッパにおいては主要な構成員であったと考えられる。